# Berlaimont
Berlaimont és un municipi francès, situat a la regió dels Alts de França, al departament del Nord. L'any 2006 tenia 3.206 habitants. Està envoltat pels municipis de Sassegnies, Aulnoye-Aymeries, Pont-sur-Sambre, Bachant, Locquignol i pel bosc de Mormal. Es troba en l'antic territori dels nervis que formà part del comtat d'Hainaut.

## Demografia
| Evolució de la població Ehess i INSEE |       |       |       |       |       |       |       |       |
| 1793                                  | 1800  | 1806  | 1821  | 1831  | 1836  | 1841  | 1846  | 1851  |
| 1 550                                 | 1 579 | 1 702 | 1 827 | 2 068 | 2 128 | 2 099 | 2 176 | 2 353 |

| 1856  | 1861  | 1866  | 1872  | 1876  | 1881  | 1886  | 1891  | 1896  |
| ----- | ----- | ----- | ----- | ----- | ----- | ----- | ----- | ----- |
| 2 609 | 2 619 | 2 655 | 2 755 | 2 681 | 2 689 | 2 682 | 2 670 | 2 648 |

| 1901  | 1906  | 1911  | 1921  | 1926  | 1931  | 1936  | 1946  | 1954  |
| ----- | ----- | ----- | ----- | ----- | ----- | ----- | ----- | ----- |
| 2 651 | 2 606 | 2 622 | 2 642 | 3 156 | 3 240 | 3 217 | 3 407 | 3 465 |

| 1962  | 1968  | 1975  | 1982  | 1990  | 1999  | 2006 | 2011 | 2016 |
| ----- | ----- | ----- | ----- | ----- | ----- | ---- | ---- | ---- |
| 3 811 | 3 836 | 3 797 | 3 532 | 3 398 | 3 229 | -    | -    | -    |

| 2019 | - | - | - | - | - | - | - | - |
| ---- | - | - | - | - | - | - | - | - |
| -    | - | - | - | - | - | - | - | - |

## Administració
| Període   | Identitat           | Partit |
| --------- | ------------------- | ------ |
| 1949-1953 | Noël Genie          |        |
| 1953-1971 | Jean Payen          |        |
| 1971-2003 | Christian Decavel   |        |
| 2003-     | Georges Kuntzburger |        |